# Tyta miegii
Tyta miegii är en fjärilsart som beskrevs av Paul Mabille 1882. Tyta miegii ingår i släktet Tyta och familjen nattflyn. Inga underarter finns listade i Catalogue of Life.